# Baile an Mhuilinn (Kildare)
Baile an Mhuilinn (gaèlic irlandès) o Milltown (anglès) - literalment "ciutat del molí" - és un poble al Comtat de Kildare, Irlanda. El poble és al townland del mateix nom a la parròquia civil de Feighcullen És a 7 km de la ciutat de Newbridge. És al pas de la carretera regional R415 entre Allenwood i Crookstown.

## Galeria

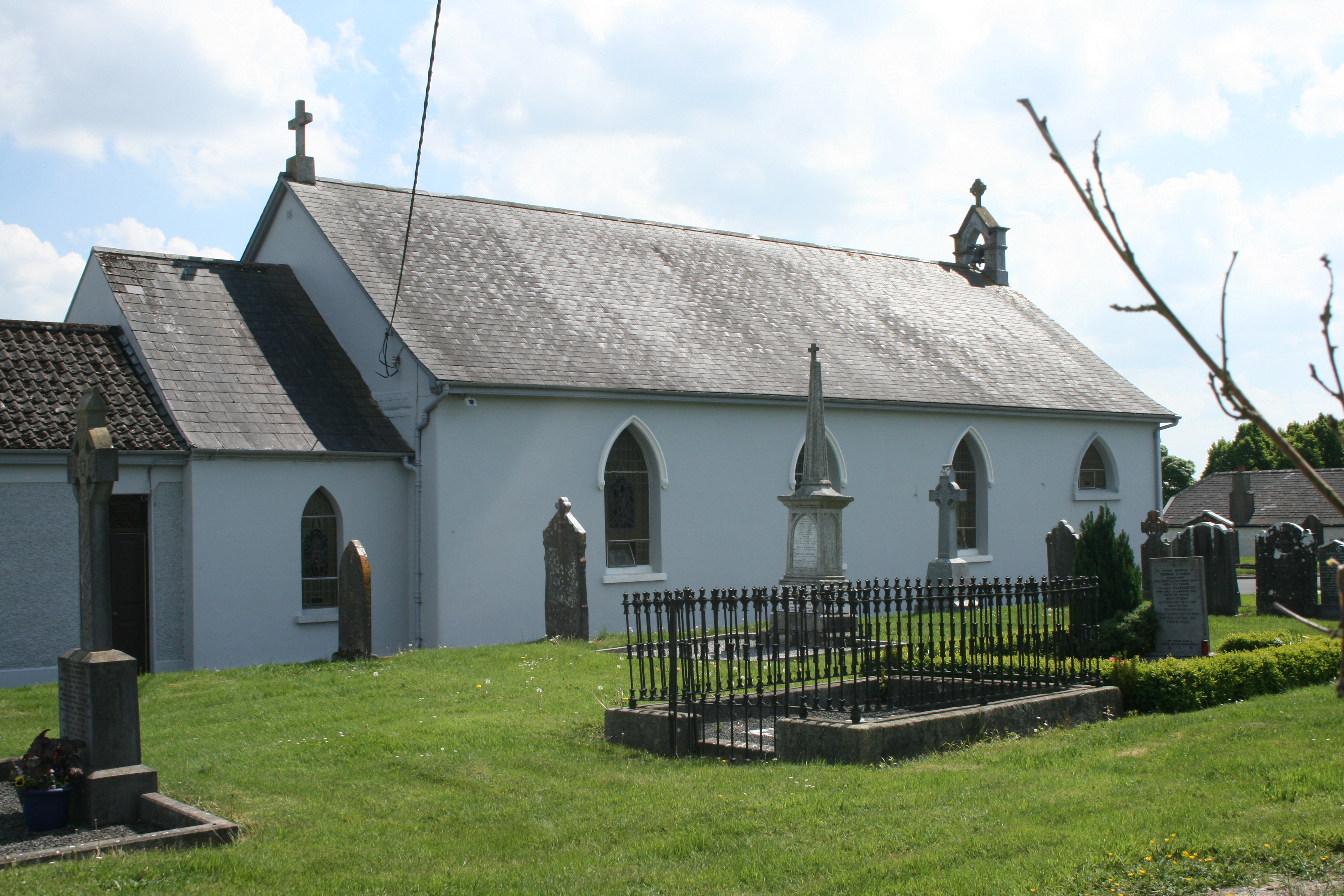
Església de St Brigid
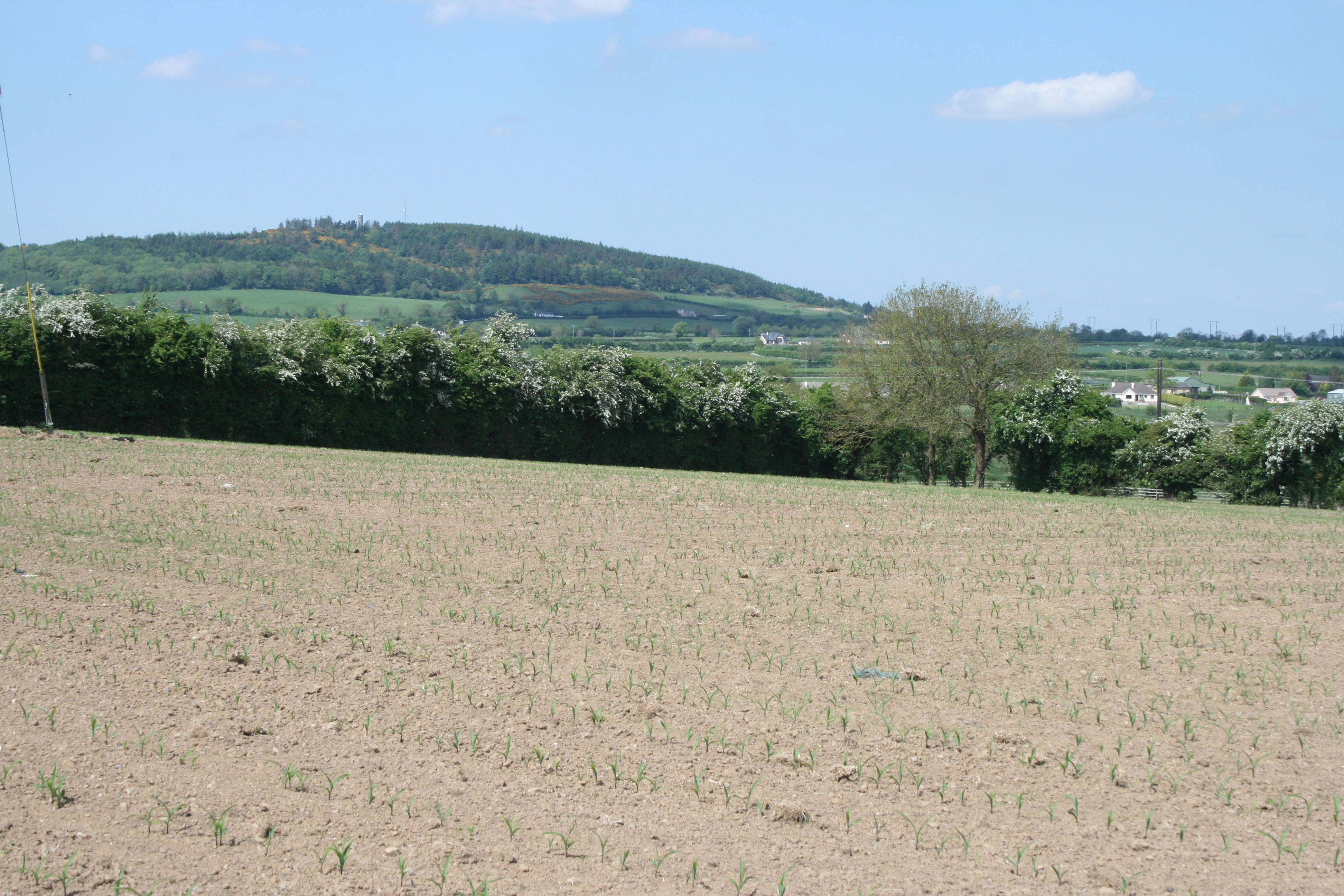
Un camp a Milltown amb el Hill of Allen de lluny.
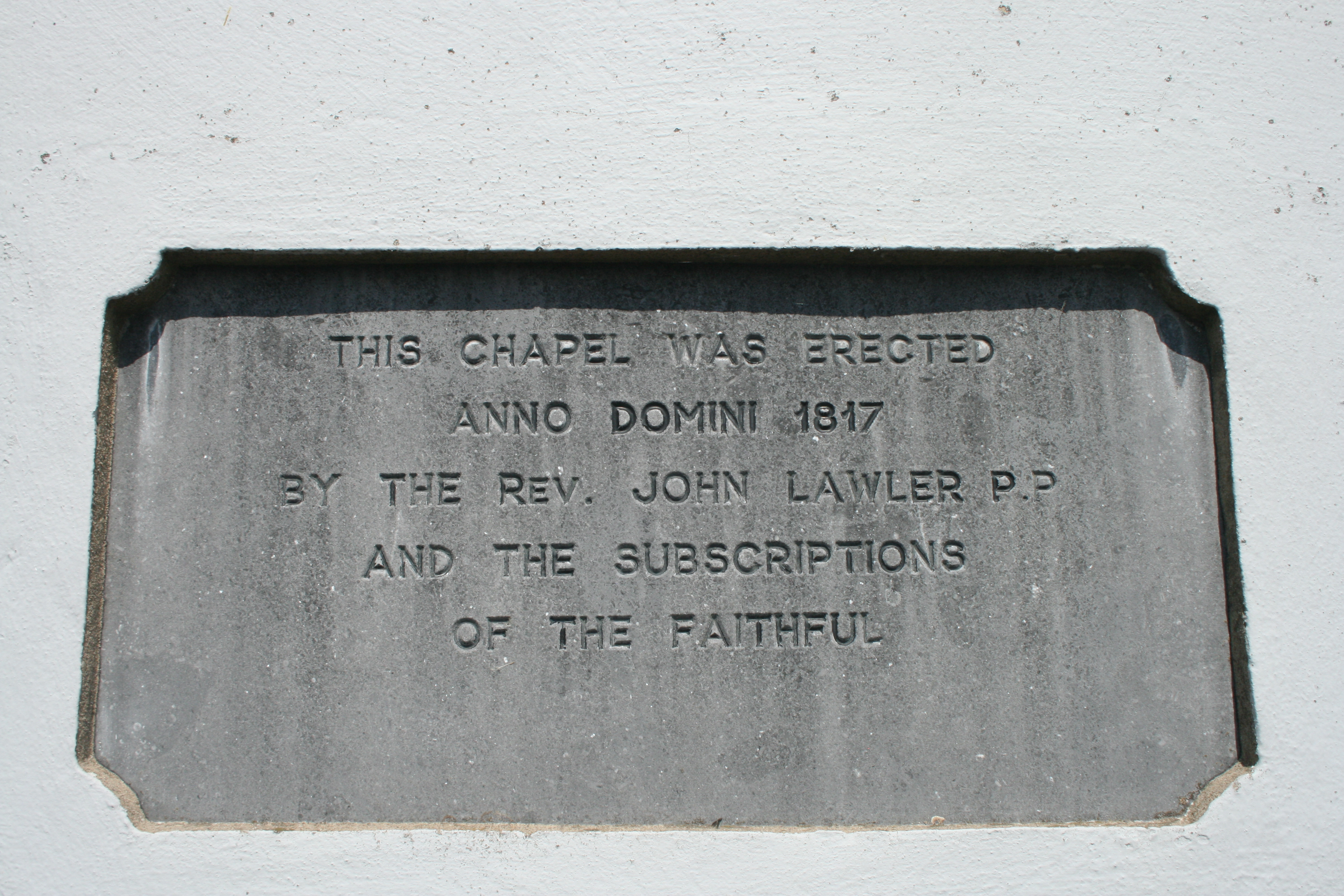
Una placa commemorativa a l'Església de St.Brigid.
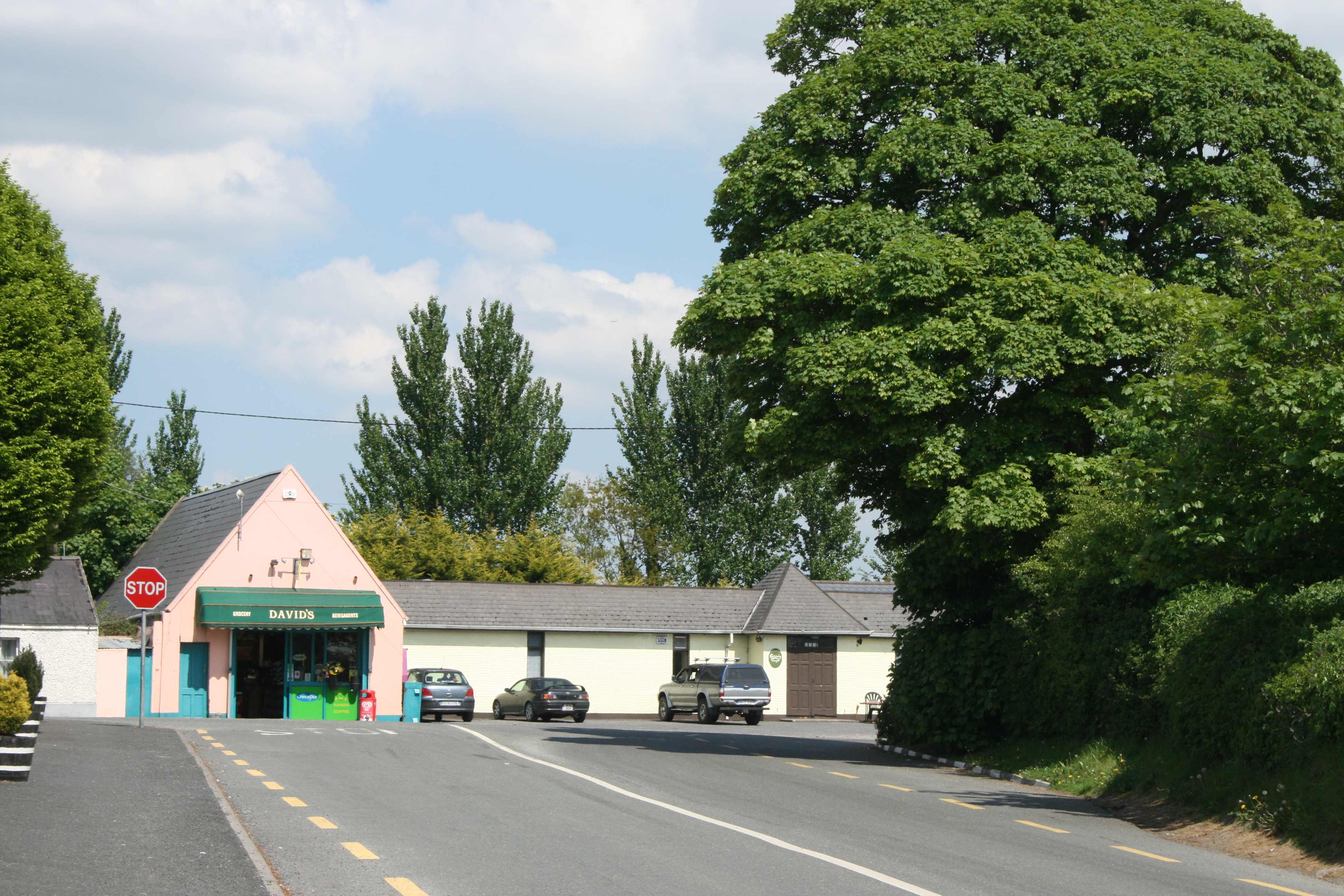
Milltown.
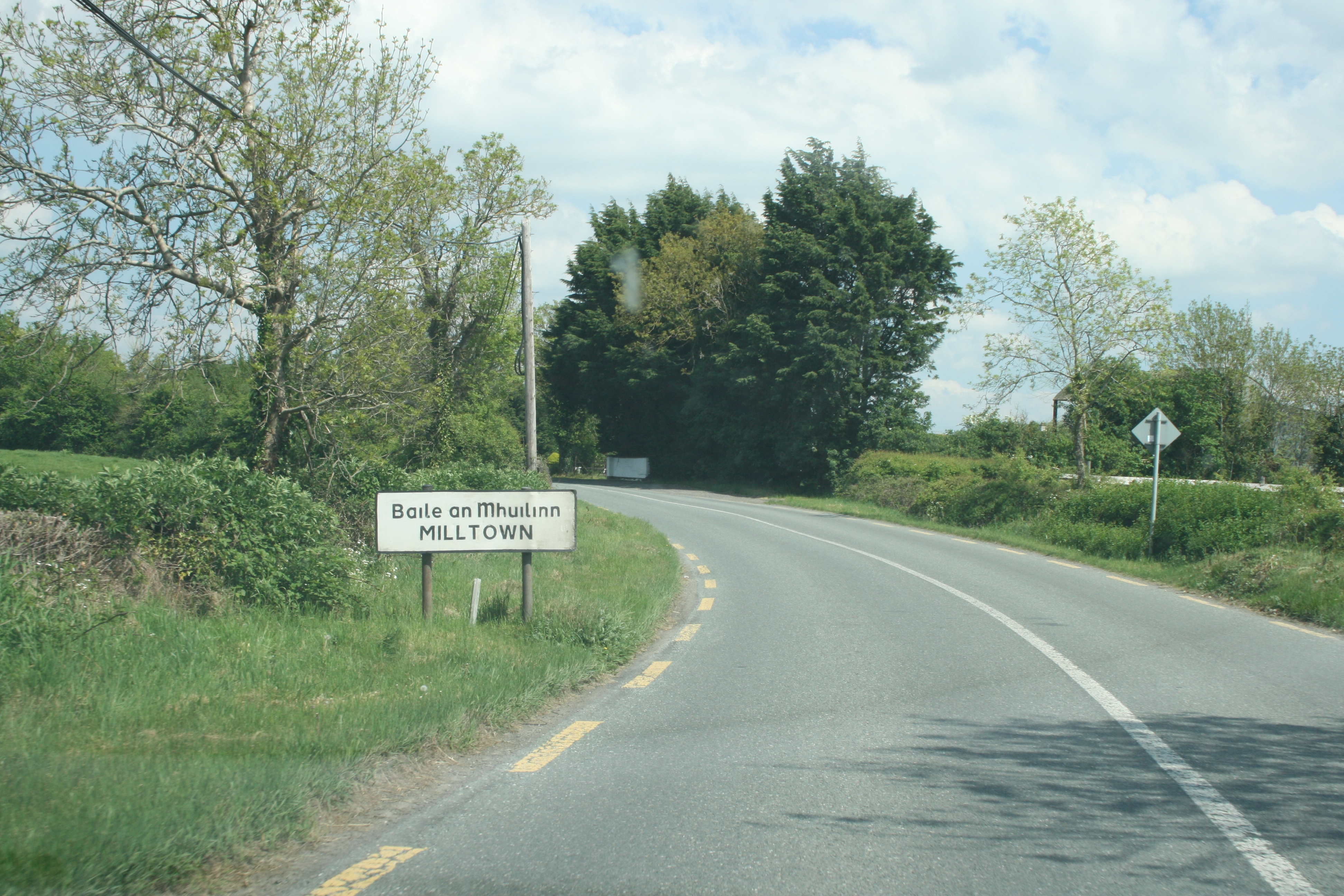
Milltown Camp